# Lista de aeroportos do Brasil por movimento
Esta é uma lista dos aeroportos mais movimentados do Brasil de acordo com a Agência Nacional de Aviação Civil (ANAC). Estão listados os vinte terminais aeroportuários no ano de 2024.

## Lista de aeroportos do Brasil por movimento (2024)
| Pos. | Var.    | Aeroporto                                              | Passageiros (2024) | Gestão                     | Localidade              | Unidade federativa  |
| 1º   | Estável | Aeroporto Internacional de São Paulo-Guarulhos         | 43 580 962         | GRU Airport                | Guarulhos               | São Paulo           |
| 2º   | Estável | Aeroporto de São Paulo-Congonhas                       | 23 130 523         | Aena Internacional         | São Paulo               | São Paulo           |
| 3º   | Estável | Aeroporto Internacional de Brasília                    | 15 161 041         | Inframérica                | Lago Sul                | Distrito Federal    |
| 4º   | 5       | Aeroporto Internacional do Rio de Janeiro-Galeão       | 14 491 987         | Rio Galeão                 | Rio de Janeiro          | Rio de Janeiro      |
| 5º   | 1       | Aeroporto Internacional de Campinas                    | 12 395 874         | Aeroportos Brasil          | Campinas                | São Paulo           |
| 6º   | 1       | Aeroporto Internacional de Belo Horizonte-Confins      | 12 357 280         | BH Airport                 | Confins                 | Minas Gerais        |
| 7º   | Estável | Aeroporto Internacional do Recife-Guararapes           | 9 593 804          | Aena Internacional         | Recife                  | Pernambuco          |
| 8º   | 2       | Aeroporto Internacional de Salvador                    | 7 560 840          | Vinci Airports             | Salvador                | Bahia               |
| 9º   | 5       | Aeroporto do Rio de Janeiro-Santos Dumont              | 5 985 281          | Infraero                   | Rio de Janeiro          | Rio de Janeiro      |
| 10º  | 2       | Aeroporto Internacional de Curitiba                    | 5 668 440          | CCR Aeroportos             | São José dos Pinhais    | Paraná              |
| 11º  | Estável | Aeroporto Internacional de Fortaleza                   | 5 651 731          | Fraport                    | Fortaleza               | Ceará               |
| 12º  | 1       | Aeroporto Internacional de Florianópolis               | 4 819 688          | Floripa Airport            | Florianópolis           | Santa Catarina      |
| 13º  | 1       | Aeroporto Internacional de Belém                       | 4 188 235          | Norte da Amazônia Airports | Belém                   | Pará                |
| 14º  | 1       | Aeroporto Internacional de Goiânia                     | 3 554 018          | CCR Aeroportos             | Goiânia                 | Goiás               |
| 15º  | 7       | Aeroporto Internacional de Porto Alegre                | 3 335 626          | Fraport                    | Porto Alegre            | Rio Grande do Sul   |
| 16º  | Estável | Aeroporto Internacional de Vitória                     | 3 004 255          | Zurich Airport             | Vitória                 | Espírito Santo      |
| 17º  | 1       | Aeroporto Internacional de Manaus                      | 2 947 253          | Vinci Airports             | Manaus                  | Amazonas            |
| 18º  | 1       | Aeroporto Internacional de Cuiabá                      | 2 666 882          | Centro Oeste Airport-COA   | Várzea Grande           | Mato Grosso         |
| 19º  | Estável | Aeroporto Internacional de Maceió - Zumbi dos Palmares | 2 657 790          | Aena Internacional         | Rio Largo               | Alagoas             |
| 20º  | Estável | Aeroporto Internacional de Natal                       | 2 400 701          | Zurich Airport             | São Gonçalo do Amarante | Rio Grande do Norte |

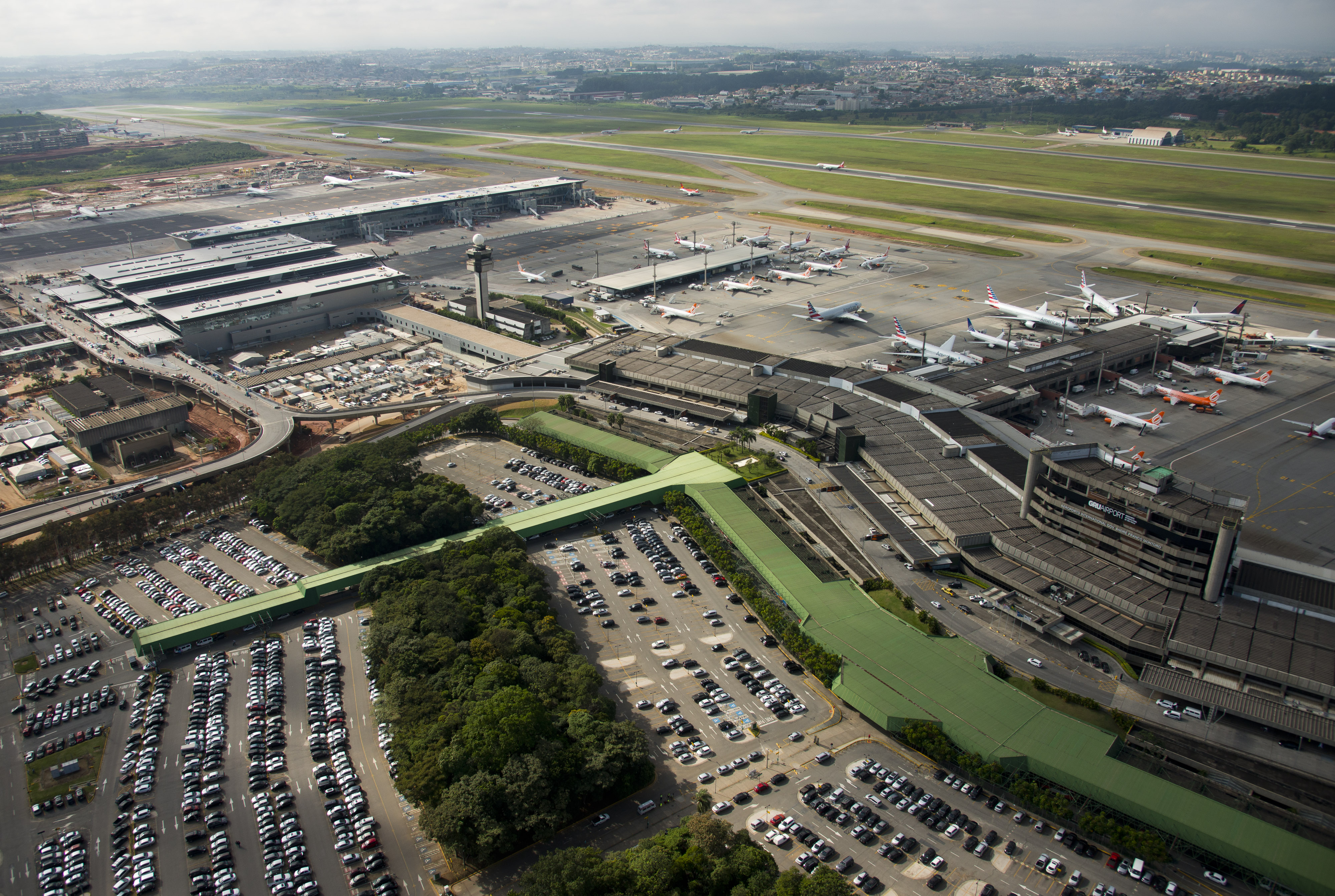
Aeroporto Internacional de São Paulo-Guarulhos
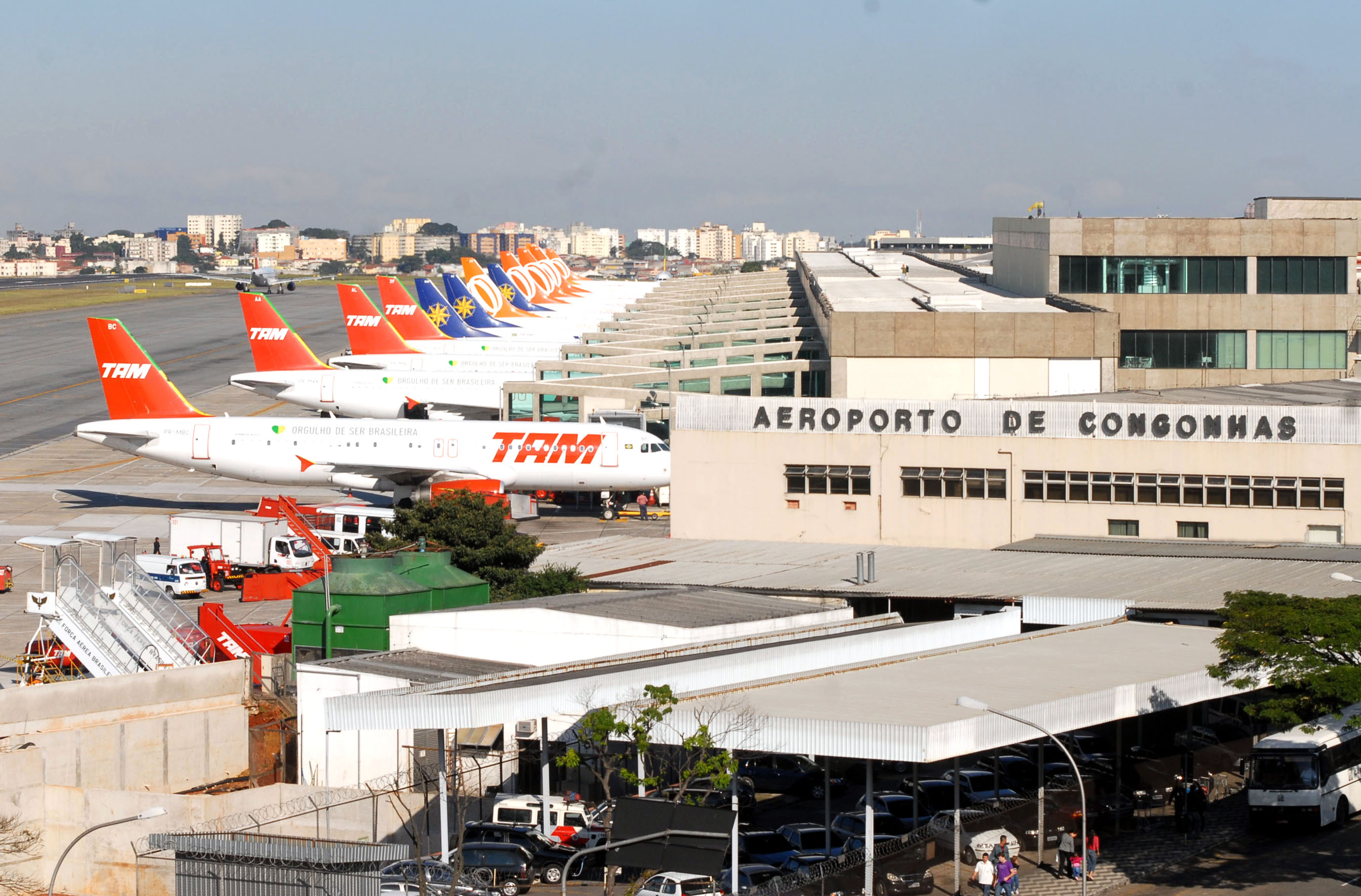
Aeroporto de São Paulo-Congonhas
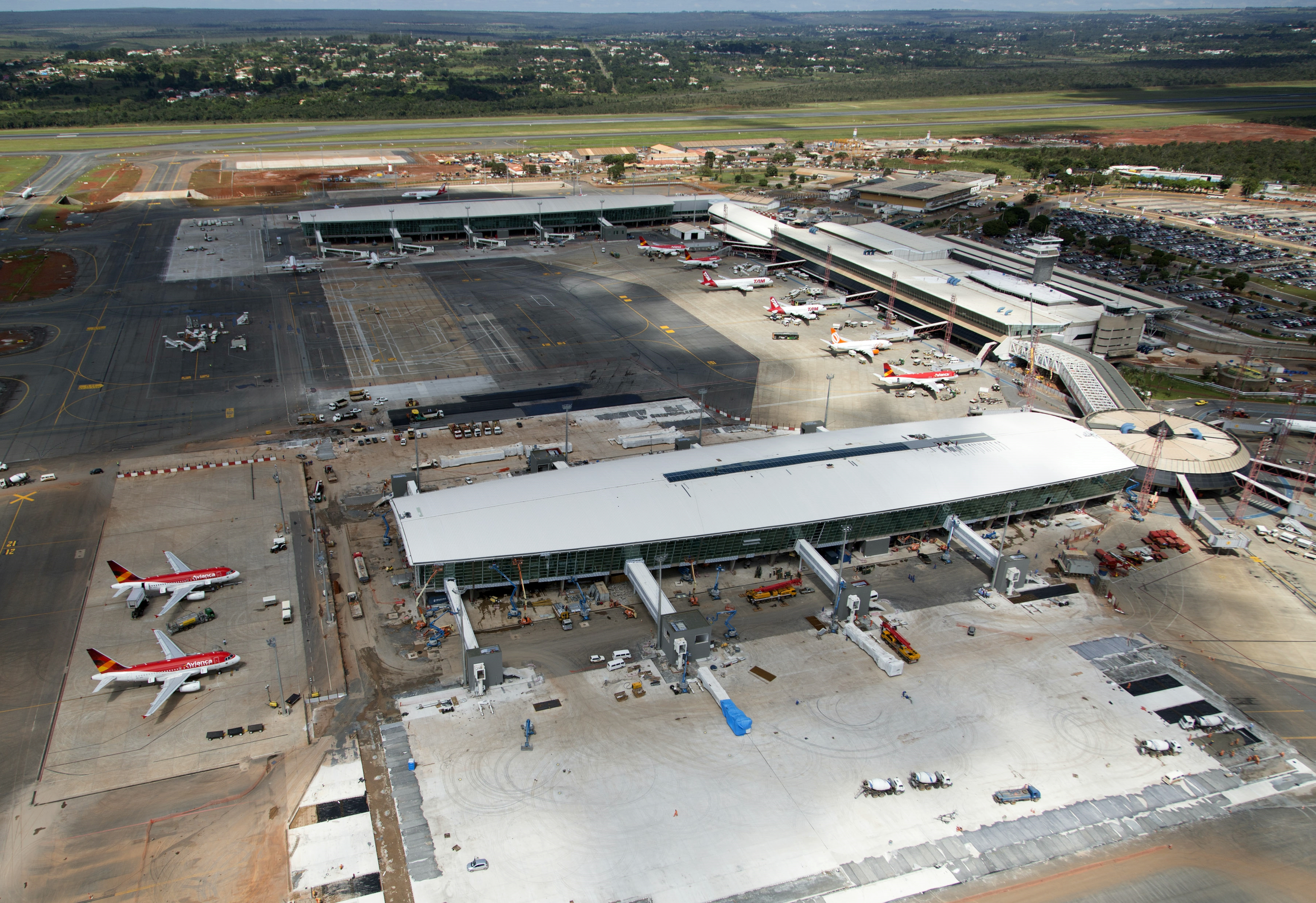
Aeroporto Internacional de Brasília
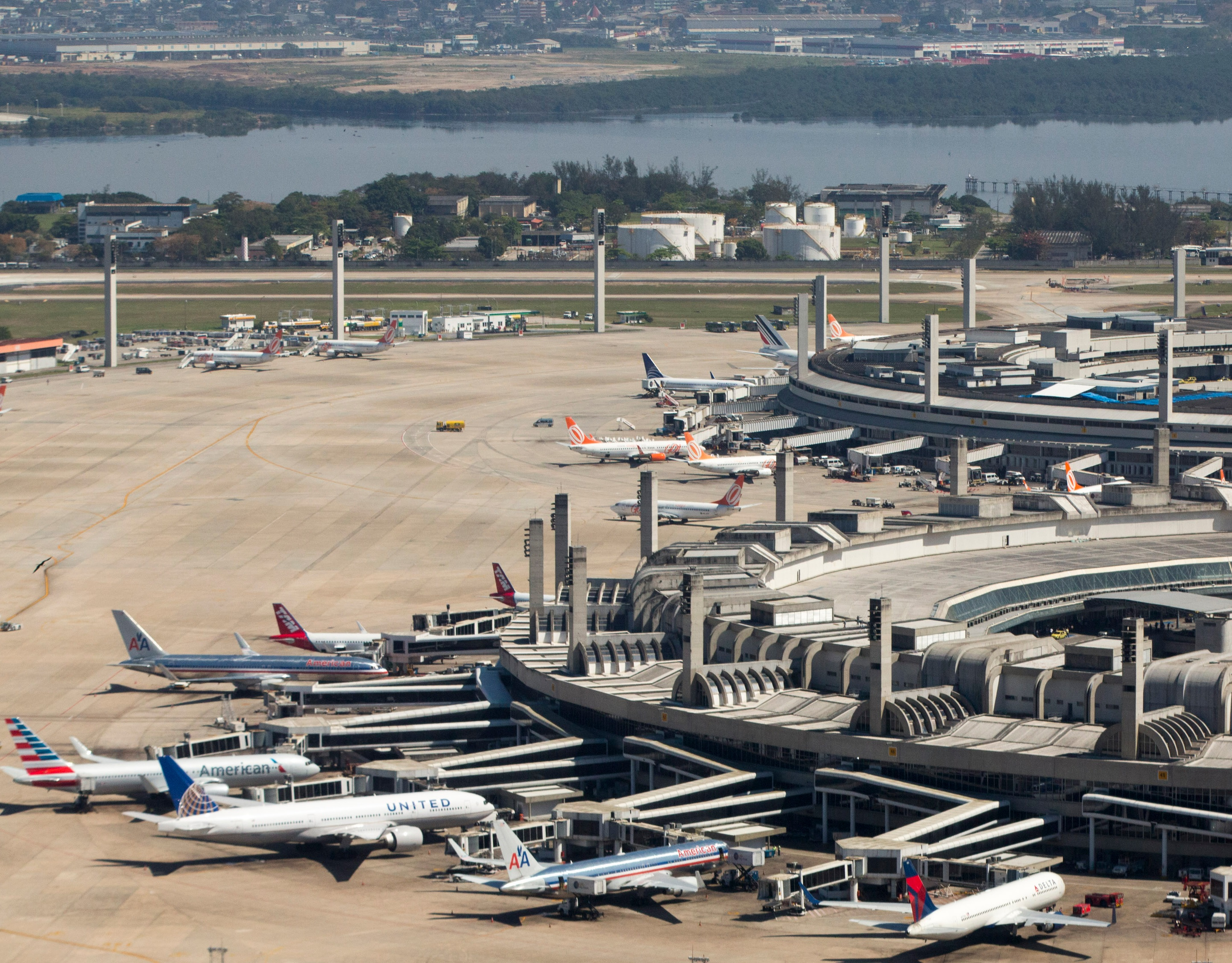
Aeroporto Internacional do Rio de Janeiro-Galeão
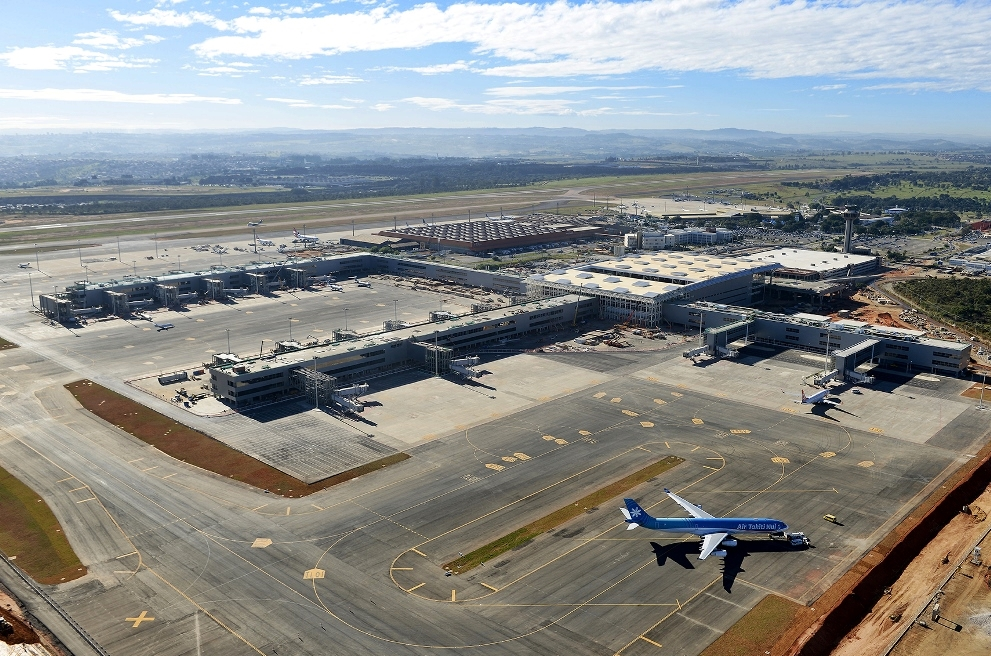
Aeroporto Internacional de Campinas
Aeroporto Internacional de Belo Horizonte-Confins
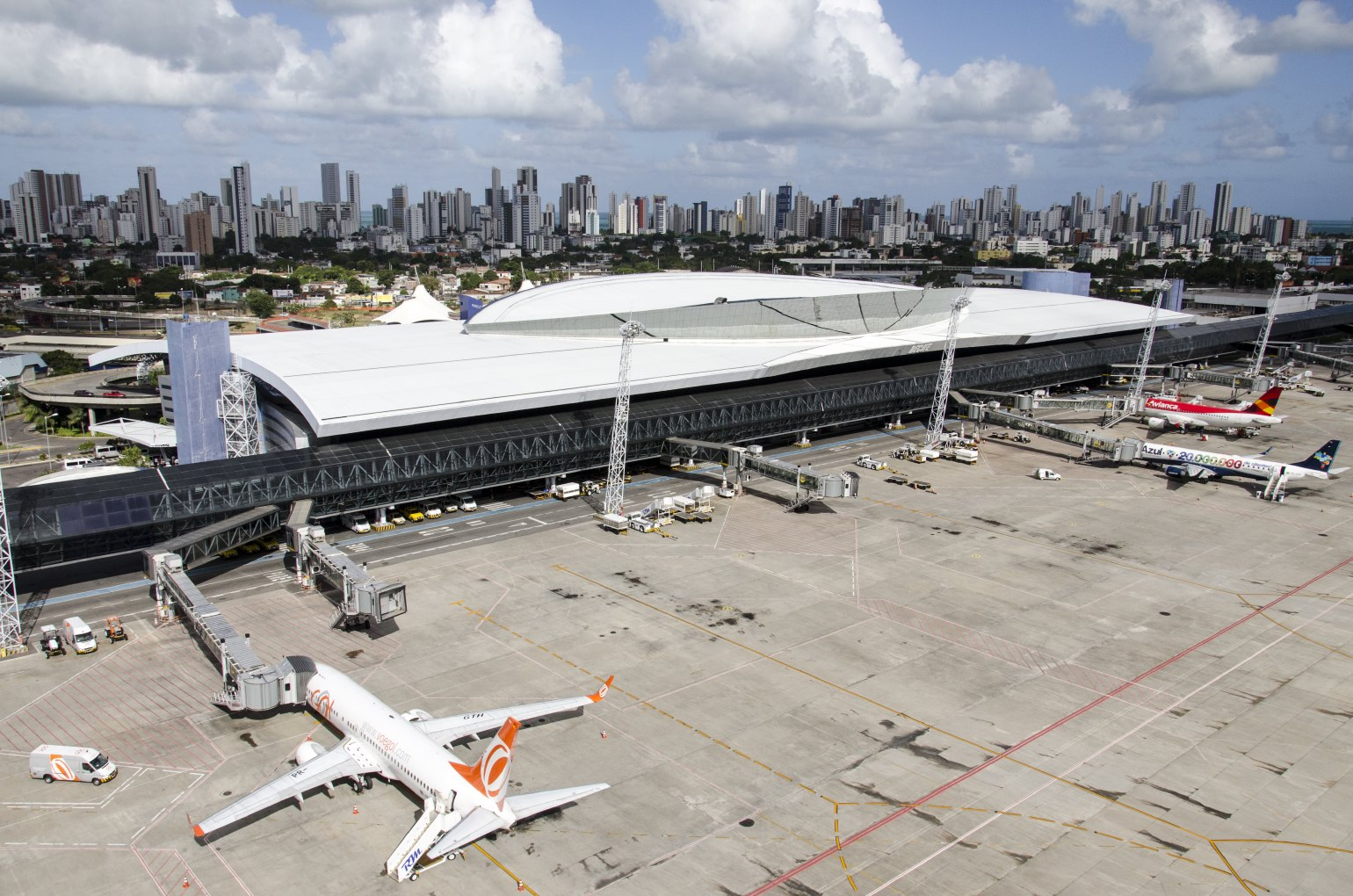
Aeroporto Internacional do Recife-Guararapes
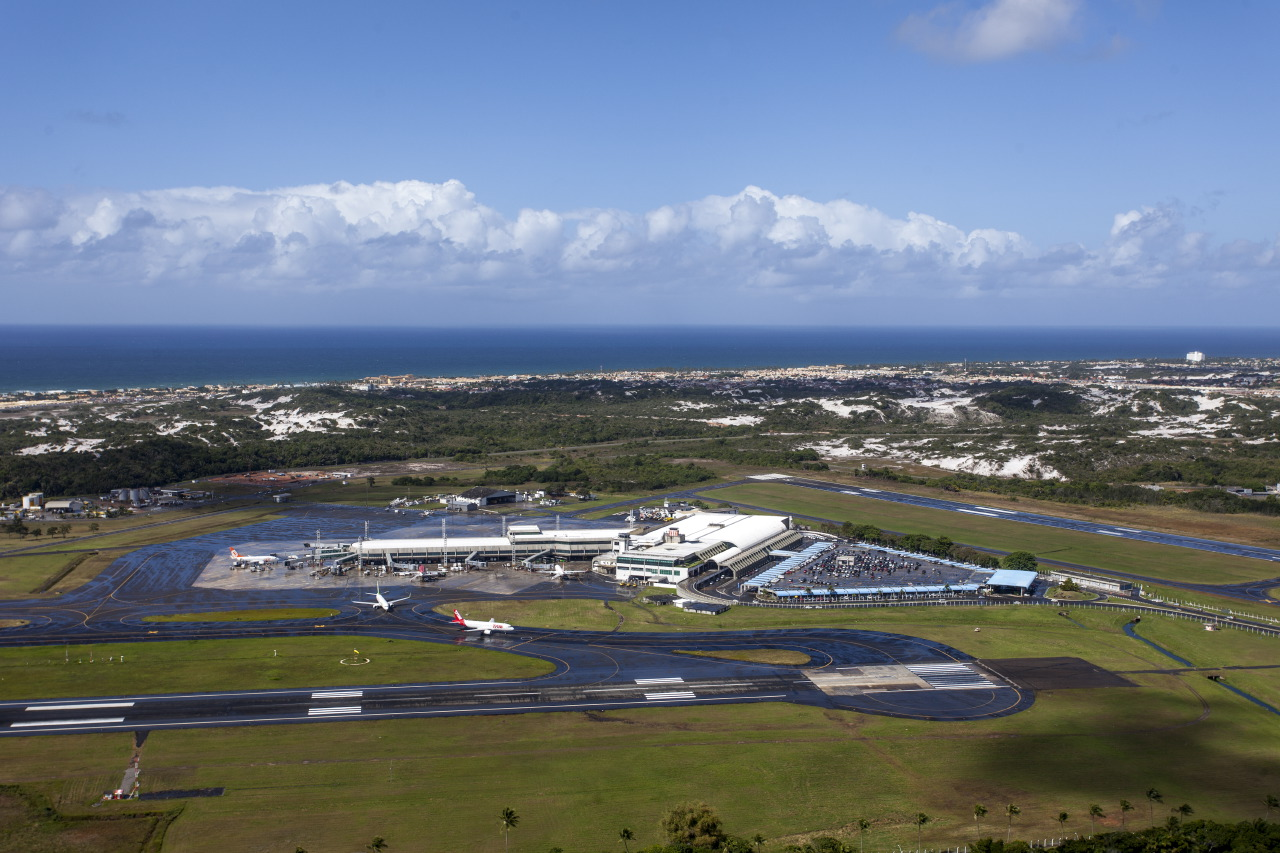
Aeroporto Internacional de Salvador
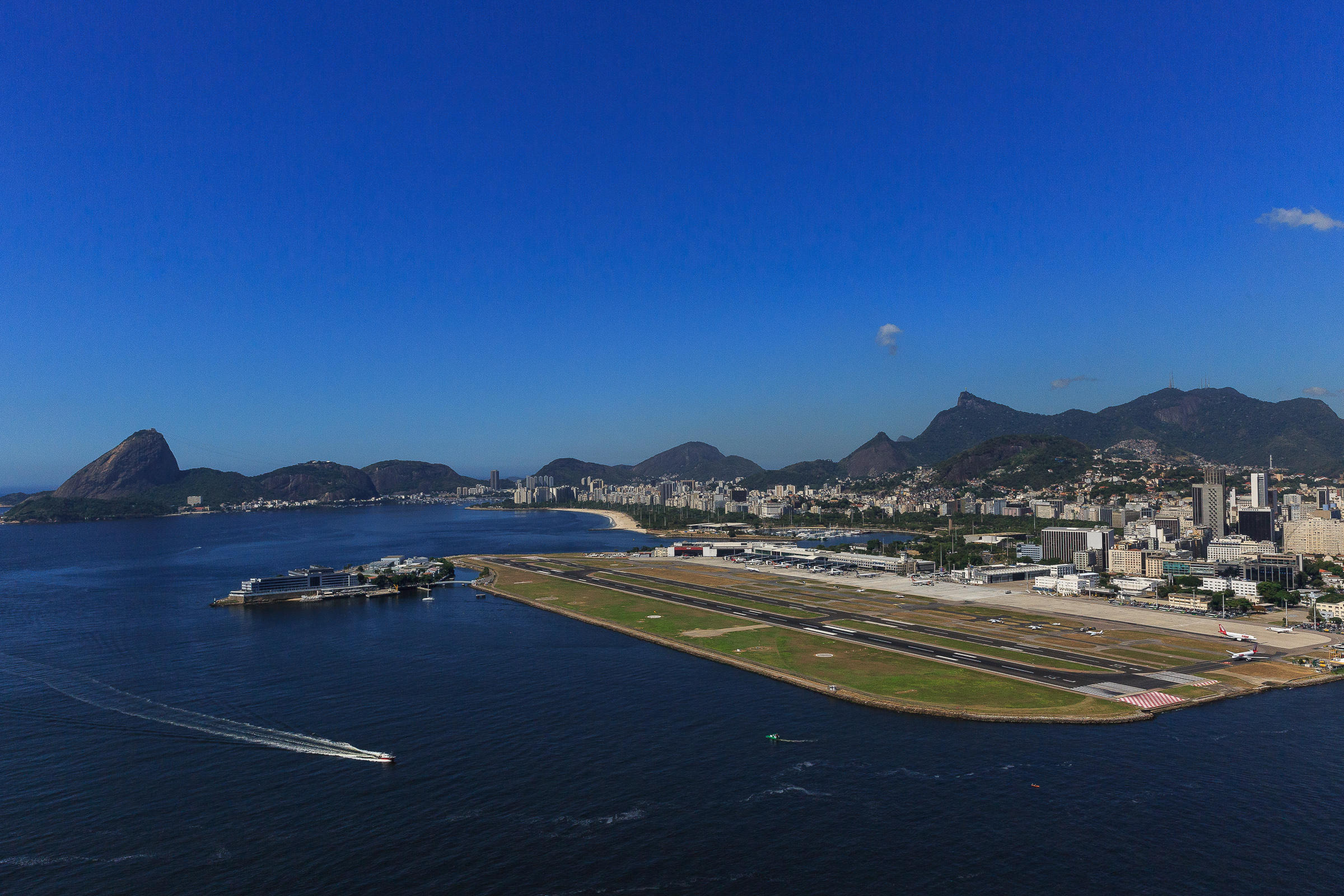
Aeroporto do Rio de Janeiro-Santos Dumont
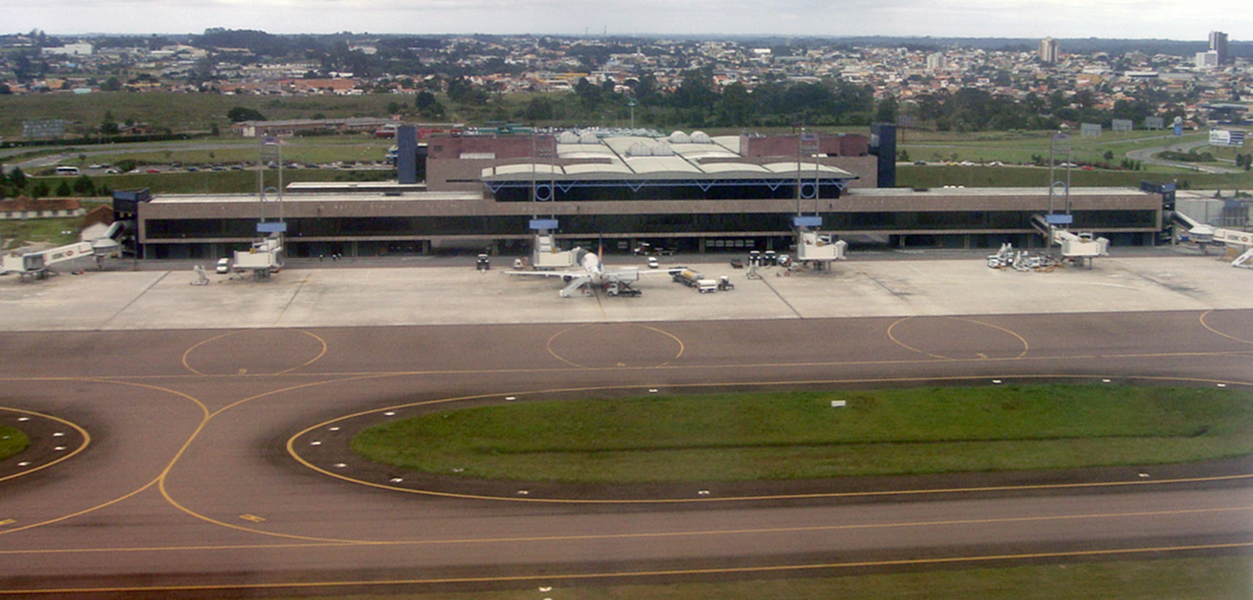
Aeroporto Internacional de Curitiba